# Нојрид (Баден)
Нојрид (њем. Neuried) општина је у њемачкој савезној држави Баден-Виртемберг. Једно је од 51 општинског средишта округа Ортенау. Према процјени из 2010. у општини је живјело 9.387 становника. Посједује регионалну шифру (AGS) 8317151.

## Географски и демографски подаци
Нојрид се налази у савезној држави Баден-Виртемберг у округу Ортенау. Општина се налази на надморској висини од 150 метара. Површина општине износи 57,8 km². У самом мјесту је, према процјени из 2010. године, живјело 9.387 становника. Просјечна густина становништва износи 162 становника/km².

## Међународна сарадња
| Мјесто | Држава    | Врста сарадње | Од    |
| ------ | --------- | ------------- | ----- |
|        | Француска | контакт       | 2000. |
| Извор  |           |               |       |